# 슬로베니아 U-18 축구 국가대표팀
슬로베니아 U-18 축구 국가대표팀(슬로베니아어: Slovenska nogometna reprezentanca do 17 let)은 슬로베니아를 대표하는 17세 이하의 축구 국가대표팀으로, 슬로베니아의 축구 관리 기관인 슬로베니아 축구 협회의 관리를 받는다.